# Bugatti Type 35
Bugatti Type 35 je najuspešnejši dirkalnik Bugattija in eden najuspešnejših v zgodovini motošporta. Bil je prvi dirkalnik z značilnim Bugattijevim zaobljenim hladilnikom, in velja na najlepši predvojni dirkalnik. Bil je neverjetno uspešen, saj je v vseh svojih različicah in na dirkah vseh kategorij dosegel preko tisoč zmag. V sezoni 1926 je Bugattiju prinesel naslov Svetovnega konstruktorskega prvaka. Type 35 je v povprečju zmagal kar na štirinajstih dirkah na teden. Organizatorji dirke Targa Florio so mu namenili posebno mesto, saj je zmagal na dirki petkrat zapored med letoma 1925 in 1929. Na prvih petih dirkah prestižne Velike nagrade Monaka Bugatti le enkrat ni dosegel zmage, štirikrat pa je zmagal tudi na dirki za Veliko nagrado Francije.

## Type 35
Originalni model je debitiral na dirki za Veliko nagrado Francije v sezoni 1924 z evolucijo triventilskega motorja straight-8 z delovno prostornino 1991 cm³, ki je bil uporabljen že v dirkalniku Type 29. Na dirki so z njim nastopali Jean Chassagne, Ernest Friderich, Meo Costantini in Pierre De Vizcaya, toda nobenemu se ni uspelo uvrstiti na stopničke. Proizvedenih je bilo 96 dirkalnikov Type 35.
Motor dirkalnika je bil zaradi zanesljivosti omejen na okoli 6000 rpm, pri tem pa proizvajal moč 90 KM. Spredaj in zadaj so bile masivne osi, zadaj so bile nameščene bobnične zavore, ki so bile upravljane s pomočjo tanke jeklene vrvi. Noviteta so bila aluminijasta kolesa, kot tudi votla sprednja os, kar je zmanjšalo težo dirkalnika.
Dimenzije:
- Dolžina: 3680 mm
- Širina: 1320 mm
- Medosna razdalja: 2400 mm
- Teža: 750 kg

## Type 35A
Cenejša različica dirkalnika Type 35 se je pojavila maja 1925. Tovarniško ime Type 35A je bilo ignorirano v javnosti, ki ga je poimenovala Tecla po slavnem izdelovalcu imitacije nakita. Motor je bil vzet iz dirkalnika Type 30, imel je manjše ventile in ročni vžig. To je zmanjšalo stroške izdelave pa tudi moč motorja. Prodali so 139 poceni različice dirkalnika Type 35A.

## Type 35C
Type 35C je imel super kompresorski motor, čeprav je Ettore Bugatti do sedaj tovrstno rešitev vselej zavračal. Tako je motor proizvajal 128 KM z enim samim uplinjačem tipa Zenith. Izdelanih je bilo petdeset takšnih dirkalnikov, najpomembnejši zmagi pa so dosegli na dirkah za Veliko nagrado Francije v letih 1928, ko je zmagal William Grover-Williams, in 1930, ko je zmagal Philippe Etancelin.

## Type 35T
Type 35T je bil poseben model za dirko Targa Florio v sezoni 1926, kmalu pa se ga je prijelo neuradno ime Bugatti Targa Florio. Motor je imel delovno prostornino 2262 cm³. Zaradi omejitve prostornine motorjev na 2.0L na dirkah za Veliko nagrado, je bil ta model izdelav le v trinajstih primerkih.

## Type 35B
Type 35B je bila zadnja različica dirkalnika Bugatti Type 35, izdelana leta 1927. Originalno je bila poimenovala Type 35TC, ker si je z dirkalnikom Type 35T delila motor z delavno prostornino 2.3L, toda z dodatkom super kompresorja kot pri dirkalniku Type 35C. Tako je motor lahko proizvajal moč 138 KM, izdelanih pa je bilo 45 primerkov. Type 35B je zmagal na dirki za Veliko nagrado Francije v sezoni 1929, ki jo je dosegel William Grover-Williams.

## Type 37
Šasija in ogrodje dirkalnika Type 35 sta bila uporabljena za športni dirkalnik Type 37, ki je imel nov straight-4 motor z delovno prostornino 1496 cm³. Lahko je proizvajal moč 60 KM, kasneje pa so tak motor vgradili še v dirkalnik Type 40. Izdelanih je bilo kar 290 primerkov. 
Type 37A je imel super kompresijski motor. Tako se je moč motorja povečala na med 80 in 90 KM, dirkalnik pa je imel tudi debelejše zavorne diske. 

## Type 39
Dirkalnik Type 39 je bil enak dirkalniku Type 35C, edina razlika je bila v motorju. Opremljen je bil z manjšim in šibkejšim motorjem z delovno prostornino 1493 cm³, kar je zmanjšalo njegovo moč z 88 na 66 KM. Proizvedenih je bil deset primerkov. 
Izdelana je bila tudi različica s še šibkejšim motorjem z delavno prostornino 1092 cm³.